# Hjertegarn
Hjertegarn ( tidligere Odense Kamgarnspinderi) er en dansk forhandler af strikkegarn. 
Virksomheden blev grundlagt i Odense i 1926 af Carl Bremer. I begyndelsen lå både produktion og hovedsæde på Klosterbakken i centrum, men i 1958 opførtes en ny fabrik på Munkerisvej i Odense M. Produktionen beskæftigede i 1960'erne over 1.000.
Hjertegarn blev i 1992 solgt og flyttet til Karup, hvor den stadig har til huse. Samtidig blev produktionen flyttet til udlandet og foregår i dag dels i Europa, dels i Asien. En del af produktionen eksporteres til det øvrige Norden og Estland.
I 2004, 2006 og 2007 blev Hjertegarn af Børsen udpeget til gazellevirksomhed.
De tidligere fabriksbygninger huser i dag Odense Tekniske Gymnasium og Syddansk Erhvervsskole.